# Daken in Oostende
Daken in Oostende is een werk uit 1884 van de Oostendse kunstenaar James Ensor. Het olieverfschilderij op een doek van 153,8 x 209 cm werd oorspronkelijk gekocht door W. Osterrieth, maar behoort vandaag tot de collectie van het Koninklijk Museum voor Schone Kunsten Antwerpen. Het werd tijdelijk uitgeleend aan Kunstmuseum aan Zee.

## Context
Daken in Oostende toont goed aan hoe James Ensor de artistieke keuzes van zowel contemporaine als oudere kunstenaars bewonderde en uiterst radicaal doorwerkte. Mede door het grote formaat creëerde Ensor, vanuit zijn zolderatelier hoog boven de begane grond, in dit werk een verrassend beeld. Soms verbreedde hij zijn gezinsveld om een panoramisch zicht op de daken van de stad en de lucht te verkrijgen. Maar hij was uiteraard niet de eerste om schetsmatige voorstellingen van de werkelijkheid te maken. Dat waren, aan het begin van de negentiende eeuw, de romantische kunstenaars die voor het eerst zichten vanuit een hoge positie over een landschap of stad vervaardigden. Kunstwetenschappers beschouwen deze werken als de “uitdrukking van een verlangen naar bevrijding uit de kluisters van een besloten wereld, met name de kamer van waaruit de buitenwereld wordt geobserveerd.” De impressionisten zouden het thema opnieuw uitbeelden. Hun interesse was echter gewekt door het verrassende effect, meer dan de bevrijdende, achterliggende betekenis. Bij de impressionisten vervulden de daken de rol van “pars pro toto voor de moderne stad, en de bijzondere compositorische mogelijkheden die een spel van min of meer geometrische vlakken bood”.
Een zicht over de daken schilderde Ensor maar drie keer, en daarbij is het niet zeker of hij dat effectief vanuit zijn zolderatelier deed. Gezien Oostende sinds het Interbellum enkele grondige veranderingen onderging, is het achterland geen open ruimte meer en is het daardoor niet zo eenvoudig voor kunsthistorici om Ensors topografie nauwkeurig te lokaliseren. Dat hij maar drie dakzichten schilderde, lag overigens niet aan een weigerachtige houding ten opzichte van het onderwerp. Kunsthistorici menen dat Oostende voor Ensor eerder een denkbeeldig paradijs was. Hoewel hij het dus vaak vol lof bezong in zijn geschriften, beeldde hij het niet vaak uit. In 1906 kopieerde Ensor dit zicht waarschijnlijk op een kleiner en licht gewijzigd formaat (116 x 135 cm, Tricot 418). De kleuren van de kopie zijn helderder en feller.

## Beschrijving
In zijn donkere periode, meer bepaald in het jaar 1884, schilderde Ensor dit werk. Vanuit zijn zolderraam zag hij de kleine hoeves met rode daken tussen in het achterland. De sfeer is dreigend, alsof Oostende de ondergang tegemoet gaat. Het kleurgebruik in het werk is zeer subtiel. Treffend is Ensors voorliefde voor parelmoeren schakeringen. Minder verfijnd is de wijze waarop Ensor zijn wolken vorm gaf. Hij gebruikte er zeer veel verf voor, in die mate zelfs dat het werk enigszins doet denken aan de informele materieschilderkunst van bijvoorbeeld Jean Dubuffet. In eerste instantie schilderde de Oostendse kunstenaar het zicht in een dunne laag, die hij op sommige delen bewerkte met een paletmes. Net zoals uit de zeezichten blijkt uit dit werk dat Ensor “niet langer genoegen nam met de vloeiende, samenhangende en suggestieve benadering van de [Belgische] tachisten.” R. Hooze beschreef het werk dan ook als “eigenzinnig”. In zijn werk schreef hij dat “het oog wordt gevangen door de substantie zelf van de verf. Deze daken zijn verwant met de bekende wolkenstudies van John Constable, Joseph Mallord William Turner en Gustave Courbet. Deze kunstenaars waren ook slechts gedeeltelijk geïnteresseerd in de illusie van de bewolkte hemel: hun diepere bekommernis betrof de vraag wat ze met het idee van een bewolkte hemel konden bereiken in termen van de substantie van de verf op het doek zelf.”

## Referentielijst
1. 1 2  Norbert Hostyn, in James Ensor, 1990, p. 140.
2. 1 2 3 4  Herwig Todts, in Ensor ontmaskerd, 2010, p. 232.
3. ↑  Walther Vanbeselaere in Aanwinsten tijdens de ambtsperiode 1948-1972, in Jaarboek van het Koninklijk Museum voor Schone Kunsten, 1973, p. 36.
4. ↑  Herwig Todts, in Ensor ontmaskerd, 2010, p. 232; R. Hoozee, ‘James Ensor’s Vision of Nature’, in: A. Swinbourne (ed.), James Ensor, New York: The Museum of Modern Art, 2009, p. 104.